# Frullania usambarana
Frullania usambarana là một loài Rêu trong họ Jubulaceae. Loài này được Schiffner ex Stephani mô tả khoa học đầu tiên năm 1894.